# Dziedzickia pentastylobia
Dziedzickia pentastylobia är en tvåvingeart som beskrevs av Baxter 1989. Dziedzickia pentastylobia ingår i släktet Dziedzickia och familjen svampmyggor.
Artens utbredningsområde är Oregon. Inga underarter finns listade i Catalogue of Life.